# Gare de Margit híd
La gare de Margit híd, budai hídfő est une gare ferroviaire située dans le 2e arrondissement de Budapest en Hongrie. Elle est desservie par la ligne H5 du HÉV de Budapest.

## Histoire
À partir de 1895, le HÉV empruntait la voie de la ligne circulaire de Buda (Gare de l'Est - Place Pálffy - Quai - Usine d'alcool) jusqu'à la place Bem József (place Pálffy à l'époque), à quelques centaines de mètres de la place Batthyány. Entre 1937 et 1971, la gare Margit híd était le terminus de la ligne et se situait en surface, à l'emplacement de l'entrée du tunnel actuel. Inauguré en 1972, la gare souterraine se trouve sous l'avenue Árpád Fejedelem, sur la rive Buda du Danube, tout près du Pont Marguerite.

## Service des voyageurs

### Intermodalité
La rive Buda du Pont Marguerite est très bien desservie, en raison de la proximité de l'Île Marguerite située à quelques minutes à pied en empruntant le pont. Trois tramways ainsi que de nombreuses lignes de bus assurent la correspondance avec le train suburbain:
- Tramway : lignes 4, 6, 17 et 19.
- Bus BKV : lignes 9, 91, 109, 191 et 291
- Bus nocturne lignes 923, 931, 934 et 960

## À proximité
La gare permet d'accéder aux Thermes Szent Lukács (Szent Lukács gyógyfürdő), l'une des plus anciennes de Budapest, situées à quelques minutes à pied dans la rue Frankel Leó. De petites rues escarpées aux noms inspirant l'islam (Mecset utca, Turbán utca) s'ouvrent du bruyant Nagykörút pour emmener les touristes sur les bords de la colline Rózsadomb jusqu'au Mausolée de Gül Baba. Il s'agit du tombeau datant du XVIe siècle d'un dignitaire turc, Gül Baba (le père des roses) qui a donc donné son nom à la colline.